# Имре Запоља
Имре Запоља (око 1420-12. септембар 1487) је био јајачки и Хрватско-славонско-далматински бан (1463—1465) и вођа побуне против угарске власти у Ердељу (1467). Био је вођа побуне у Ердељу па је једно време био искључен из моћног племства док 1486. године није постао палатин Угарске.

## Успон
Имре је био ситан племић из Пожеге, син Владислава Запоље, далеког потомка босанског бана Борића. Истакао се у служби Јаноша Хуњадија као секретар 1455. године, а 1458. године доласком Матије Корвина на власт у Угарској почео је његов политички успон, а 1360. године именован је за капетана Спишког замка у коме се налазила краљева ризница и који је био највећи замак у Словачкој. Тако је Имре постао један од моћнијих барона у Угарској. Године 1461. именован је и за заповедника града Кежмарока. 1465. године именован је и за заповедника целе Спишке области и за заповедника од Ораве.

## Имреов положај у јужној Угарској
12. септембра 1463. године дошло је до угарско-млетачког Петроварадинског савеза против Турака. Рат је почео почетком јесени. Угарска вијска је код Градишке прешла Саву и поделила се у две групе, које су се обе кретале преме Јајцу. Једну је водио сам краљ, а другу Имре. 10. октобра почела је опсада Јајца. Турци су град јуначки бранили док није пао на Божић 25. децембра. За губернатора Босне тј. јајачког бана именован је сам Имре. Имре је у исто време именован и за хрватско-славонско-далматинског бана.
Нови турски напад на Јајце почео је 12. јула под заповедништвом великог везира Махмуд-паше Анђеловића, а касније и под заповедништвом самог султана. Угарска посада се храбро борила и издржала све турске нападе. Када је то сазнао Имре, који се налазио у Горјанима је пошао у помоћ Јајцу. Први и једини отпор дат му је тек код Бање Луке. Султан је био обавештен о томе па је наредио општи напад и после пораза 22. августа био је приморан да се повуче. КРАЉ је чим је чуо за турско повлачење наредио да остала војска пређе Саву и крене за Турцима. Сам краљ је у октобру опсео Зворник. Босански санџак Мухамед Минетовић је снабдео Зворник храном и муницијом и послао своју малу војску на Дрину. Имро који се управп враћао из пљачке Сребренице је предузео коначан Угарски напад на Зворник, али био је тешко рањен па је морао да се повуче. Краљ је био љубоморан на Имреа па га је следеће године сменио у Босни и Хрватској, а на његово место дошао је Јанош Туз.

## Ердељска побуна
Краљ је у марту 1467. године повећао порезе. Ти порези су били неправедни и насилно наплаћивани. 18. августа је избила побуна у Ердељу, а на чело побуне стављен је Имре и његов брат Стефан. У септембру Матија упада у Ердељ где побеђује побуњенике, а за ердељске војводе поставља Јаноша Понграца и Николу Чупора од Монслоа и подиже порез на 400.000 флорина. Крајем новембра Матија упада у Молдавију јер је молдавијски војвода Стефан III Велики подржавао побуну у Ердељу. 15. децебра у бици код Баје Стефан је поразио Матију, који је чак био и рањен. У тој борби погинуо је молдавијски претендент за престо Петар III Арон.

## Славонијска побуна
12. маја хрватски незадовољници су на сабору Заграбачке бискупије у катедрали Светог Стефана напали свештенике од којих је један убијен. Овај догађај прозван је крвави сабор. У септембру у Славонији вировитички жупан Бартолд Елдербах се буни против угарске власти, па је краљ био прислиљен да 3. јануара 1468. године уведе порез од пола форинте. 9. марта у Градецу је ослобођен плаћања пореза због пустошења кугом.

## Завера против краља
Имре је добио помиловање, али 1471. године Имре зе придружио побуни Јаноша Витеза од Средне и Николе Илочког. Матија је убрзо именовао Николу за губернатора Босне и уз његову помоћ угушио побуну. Имре је опет добио помиловање.

## У походу против Јиржија Подјебрада
31. јануара 1467. Угари су под заповедништвом самог краља изненеада су опсели бохемијиски град Костолан и освојили га. У борби је заробљен чак и бохемијски заповедник града Јан Швехла, кога је Матија обесио са бохемијским војницима, а 31. марта 1468. године Угарска објављује рат Бохемији. У рату је на страни Угарске учествовао и Имре. Угарску је подржавао и папа. Угари су од Чешке освојили Моравску и Шлеску, али ипак нису успели да Хусистима одузму Праг. Угарски краљ се ипак прогласио чешким краљем. У марту 1478. године склопљен је са бохемијским краљем Владиславом, а до мира је дошло у лето 1479. године у Оломоуцу.

## Имре као угарски палатин и његова смрт
Године 1486. Имре је после смрти Гута Орсзаха Михаља проглашен за палатина, али већ 12. септембра следеће године је умро. Сахрањен је у спишкој катедрали.

## Породично стабло
| \| \| \| \| \| 2. \| \| \| \| \| \| \| \| \| \| \| \| \| \| \| \| \| \| \| \| \| \| \| \| \| \| \| \| \| \| \| \| \| 1. Имре Запоља \| \| \| \| \| \| \| \| \| \| \| \| \| \| \| \| \| \| \| \| \| \| \| \| \| \| \| \| \| \| \| \| \| \| \| \| 3. \| \| \| \| \| \| \| \| \| \| \| \| \| \| \| \| \| \| \| \| \| \| \| \| \| |                |  |  |    |  |  |  |
| |                |  |  | 2. |  |  |  |
| |                |  |  |    |  |  |  |
| |                |  |  |    |  |  |  |
| |                |  |  |    |  |  |  |
| | 1. Имре Запоља |  |  |    |  |  |  |
| |                |  |  |    |  |  |  |
| |                |  |  |    |  |  |  |
| |                |  |  |    |  |  |  |
| | 3.             |  |  |    |  |  |  |
| |                |  |  |    |  |  |  |
| |                |  |  |    |  |  |  |